# Liga Panameña de Fútbol Clausura 2011
La Liga Panameña de Fútbol Clausura 2011, oficialmente por motivo de patrocinio Copa Digicel Clausura 2011 fue la XXXIV edición del torneo de la Liga Panameña de Fútbol, siendo la finalización de esta temporada, que inicio el año anterior con el torneo LPF Apertura 2010. La liga arrancó el viernes 28 de enero de 2011 y culminó el 14 de mayo de 2011. 
En este torneo se coronó campeón el San Francisco FC, ganándole 3 por 2 en la final jugada en el estadio Rommel Fernández el 14 de mayo de 2011, al Chorrillo FC. El Sanfra se ganó medio cupo para jugar la Concacaf Liga Campeones 2011-2012, en su fase preliminar.
El Atlético Veraguense no logró mantener la categoría y descendió directamente a la Liga Nacional de Ascenso por tener la menor cantidad de puntos en el acumulado de los tres torneos más recientes de la LPF (Clausura 2010, Apertura 2010, Clausura 2011), su lugar será ocupado la próxima temporada por Colón C-3.

## Datos de la LPF Clausura 2011
- Por primera vez después de muchos años un equipo desciende directamente a segunda división.

### Equipos en la temporada LPF Clausura 2011
| Equipo                 | Ciudad        | Estadio                         | Capacidad |
| ---------------------- | ------------- | ------------------------------- | --------- |
| Alianza FC             | Panamá        | Luis Ernesto Tapia              | 900       |
| Atlético Chiriquí      | David         | Estadio San Cristóbal           | 2.500     |
| Atlético Veragüense    | Santiago      | Estadio Aristocles Castillo     | 2.500     |
| CD Árabe Unido         | Colón         | Estadio Armando Dely Valdés     | 4.000     |
| CD Plaza Amador        | Panamá        | Estadio Javier Cruz             | 2.500     |
| Chepo FC               | Chepo         | Luis Ernesto Tapia              | 900       |
| Chorrillo FC           | Panamá        | Estadio Javier Cruz             | 2.500     |
| San Francisco FC       | La Chorrera   | Estadio Agustín Muquita Sánchez | 8.000     |
| Sporting San Miguelito | San Miguelito | Luis Ernesto Tapia              | 900       |
| Tauro FC               | Panamá        | Luis Ernesto Tapia              | 900       |

## Estadísticas de la LPF Clausura 2011

### Tabla general
| LPF Clausura 2011 | LPF Clausura 2011          | LPF Clausura 2011 | LPF Clausura 2011 | LPF Clausura 2011 | LPF Clausura 2011 | LPF Clausura 2011 | LPF Clausura 2011 | LPF Clausura 2011 | LPF Clausura 2011 |
| Equipo            | Equipo                     | Pts               | PJ                | G                 | E                 | P                 | GF                | GC                | DIF               |
| ----------------- | -------------------------- | ----------------- | ----------------- | ----------------- | ----------------- | ----------------- | ----------------- | ----------------- | ----------------- |
| 1                 | Chorrillo FC               | 31                | 18                | 8                 | 7                 | 3                 | 16                | 9                 | 7                 |
| 2                 | San Francisco FC           | 29                | 18                | 7                 | 8                 | 3                 | 31                | 21                | 10                |
| 3                 | Sporting San Miguelito     | 27                | 18                | 7                 | 6                 | 5                 | 19                | 14                | 5                 |
| 4                 | Tauro FC                   | 26                | 18                | 7                 | 5                 | 6                 | 25                | 21                | 4                 |
| 5                 | CD Plaza Amador            | 26                | 18                | 6                 | 8                 | 4                 | 18                | 17                | 1                 |
| 6                 | Atlético Veraguense        | 25                | 18                | 7                 | 4                 | 7                 | 17                | 17                | 0                 |
| 7                 | Atlético Chiriquí          | 24                | 18                | 6                 | 6                 | 6                 | 19                | 20                | -1                |
| 8                 | Chepo FC                   | 23                | 18                | 6                 | 5                 | 7                 | 21                | 24                | -3                |
| 9                 | Club Deportivo Árabe Unido | 17                | 18                | 3                 | 8                 | 7                 | 14                | 16                | -2                |
| 10                | Alianza FC                 | 12                | 18                | 3                 | 3                 | 12                | 12                | 33                | -21               |

- Pts=Puntos; PJ=Partidos jugados; G=Partidos ganados; E=Partidos empatados; P=Partidos perdidos; GF=Goles a favor; GC=Goles en contra; DIF=Diferencia de gol

|  | Clasificado a las semifinales. |

## Evolución de la clasificación
| Equipo / Fecha         | 01 | 02 | 03 | 04 | 05 | 06 | 07 | 08 | 09 | 10 | 11 | 12 | 13 | 14 | 15 | 16 | 17 | 18 |
| ---------------------- | -- | -- | -- | -- | -- | -- | -- | -- | -- | -- | -- | -- | -- | -- | -- | -- | -- | -- |
| Chorrillo FC           | 5  | 7  | 9  | 7  | 3  | 1  | 1  | 1  | 2  | 2  | 1  | 1  | 1  | 1  | 1  | 1  | 1  | 1  |
| San Francisco FC       | 8  | 6  | 3  | 4  | 4  | 3  | 4  | 4  | 3  | 3  | 4  | 6  | 3  | 5  | 6  | 4  | 2  | 2  |
| Sporting San Miguelito | 4  | 1  | 1  | 1  | 2  | 2  | 6  | 6  | 4  | 7  | 5  | 4  | 4  | 3  | 3  | 6  | 3  | 3  |
| Tauro FC               | 7  | 9  | 6  | 8  | 8  | 7  | 5  | 5  | 8  | 5  | 7  | 8  | 8  | 6  | 4  | 5  | 6  | 4  |
| CD Plaza Amador        | 4  | 5  | 2  | 2  | 1  | 4  | 2  | 3  | 7  | 8  | 8  | 7  | 6  | 4  | 5  | 3  | 4  | 5  |
| Atlético Veraguense    | 8  | 8  | 10 | 10 | 9  | 8  | 8  | 8  | 5  | 6  | 3  | 2  | 2  | 2  | 2  | 2  | 5  | 6  |
| Atlético Chiriquí      | 1  | 2  | 5  | 3  | 5  | 5  | 7  | 9  | 6  | 4  | 6  | 4  | 5  | 7  | 7  | 7  | 7  | 7  |
| Chepo FC               | 10 | 10 | 8  | 6  | 6  | 6  | 3  | 2  | 1  | 1  | 2  | 5  | 7  | 8  | 8  | 8  | 8  | 8  |
| CD Árabe Unido         | 2  | 3  | 4  | 5  | 7  | 9  | 9  | 7  | 9  | 9  | 9  | 9  | 9  | 9  | 9  | 9  | 9  | 9  |
| Alianza FC             | 2  | 5  | 7  | 9  | 10 | 10 | 10 | 10 | 10 | 10 | 10 | 10 | 10 | 10 | 10 | 10 | 10 | 10 |

|  | Clasificado a las semifinales. |

|  | Clasificándose a las semifinales. |

### Semifinales
|  | Semifinales            | Semifinales            | Semifinales  |              |                  | Final            | Final | Final |  |
|  |                        |                        |              |              |                  |                  |       |       |  |
|  |                        |                        |              |              |                  |                  |       |       |  |
|  | Chorrillo FC           | Chorrillo FC           | 5            |              |                  |                  |       |       |  |
|  | Chorrillo FC           | Chorrillo FC           | 5            |              |                  |                  |       |       |  |
|  | Tauro FC               | Tauro FC               | 1            |              |                  |                  |       |       |  |
|  | Tauro FC               | Tauro FC               | 1            |              | San Francisco FC | San Francisco FC | 3     |       |  |
|  |                        |                        |              |              | San Francisco FC | San Francisco FC | 3     |       |  |
|  |                        |                        | Chorrillo FC | Chorrillo FC | 2                |                  |       |       |  |
|  | San Francisco FC       | San Francisco FC       | Chorrillo FC | Chorrillo FC | 2                | 4                |       |       |  |
|  | San Francisco FC       | San Francisco FC       |              |              |                  | 4                |       |       |  |
|  | Sporting San Miguelito | Sporting San Miguelito | 2            |              |                  |                  |       |       |  |
|  | Sporting San Miguelito | Sporting San Miguelito | 2            |              |                  |                  |       |       |  |
|  |                        |                        |              |              |                  |                  |       |       |  |

### Tabla final
| Primeros Lugares | Primeros Lugares       |
| ---------------- | ---------------------- |
| 1                | San Francisco FC       |
| 2                | Chorrillo FC           |
| 3                | Sporting San Miguelito |
| 4                | Tauro FC               |

|  | Clasificado a la Concacaf Liga Campeones. |

## Resultados

### Semifinales
| 29 de abril de 2011 | Sporting San Miguelito | 1:2 | San Francisco FC                          | Estadio Rommel Fernández, Ciudad de Panamá |  |
|                     | Alberto Zapata 28'     |     | Eduardo Jiménez 83' · Roderick Miller 89' |                                            |  |

| 6 de mayo de 2011 | San Francisco FC      | 2:1 | Sporting San Miguelito     | Estadio Agustín Muquita Sánchez, La Chorrera |  |
|                   | Roberto Brown 70' 84' |     | Victor Herrera Piggott 32' |                                              |  |

| 30 de abril de 2011 | Tauro FC       | 1:1 | Chorrillo FC          | Estadio Rommel Fernández, Ciudad de Panamá |  |
|                     | Yoni Angúlo 2' |     | Rolando Blackburn 21' |                                            |  |

| 7 de mayo de 2011 | Chorrillo FC                                                           | 4:0 | Tauro FC | Estadio Rommel Fernández, Ciudad de Panamá |  |
|                   | Engie Mitre 28' 72' · Alcibiades de la Rosa 53' · Alfredo Phillips 85' |     |          |                                            |  |

#### Final
| 14 de mayo de 2011 | Chorrillo FC                           | 2:3 | San Francisco FC                                | Estadio Rommel Fernández, Ciudad de Panamá                                   |                                                                              |
|                    | Alcibíades Rojas 21' · Engie Mitre 42' |     | Johan de Ávila 10' · Roberto Brown 83'(Pen) 91' | Asistencia: 11,000 personas espectadores Árbitro(s): Roberto Moreno (Panamá) | Asistencia: 11,000 personas espectadores Árbitro(s): Roberto Moreno (Panamá) |

## Campeón
| Panamá                     |
| San Francisco FC 8º título |

## Tabla de descenso
|  |     | Equipos de fútbol      | Pts | PJ | G  | E  | P  | GF | GC | Dif |
|  | --- | ---------------------- | --- | -- | -- | -- | -- | -- | -- | --- |
|  | 1.  | San Francisco FC       | 88  | 54 | 23 | 19 | 12 | 89 | 54 | 35  |
|  | 2.  | Chorrillo FC           | 86  | 54 | 23 | 17 | 14 | 58 | 45 | 13  |
|  | 3.  | Tauro FC               | 85  | 54 | 24 | 13 | 17 | 72 | 59 | 13  |
|  | 4.  | CD Árabe Unido         | 82  | 54 | 21 | 19 | 14 | 60 | 51 | 9   |
|  | 5.  | Atlético Chiriquí      | 76  | 54 | 20 | 16 | 18 | 69 | 70 | 1   |
|  | 6.  | Sporting San Miguelito | 74  | 54 | 19 | 17 | 18 | 61 | 53 | 8   |
|  | 7.  | CD Plaza Amador        | 72  | 54 | 18 | 18 | 18 | 65 | 66 | -1  |
|  | 8.  | Alianza FC             | 61  | 54 | 16 | 13 | 25 | 55 | 69 | -14 |
|  | 9.  | Chepo FC               | 55  | 54 | 14 | 13 | 27 | 50 | 73 | -23 |
|  | 10. | Atlético Veraguense    | 54  | 54 | 15 | 9  | 30 | 49 | 88 | -39 |

Pts = Puntos; PJ = Partidos Jugados; G = Partidos Ganados; E = Partidos Empatados; P = Partidos Perdidos; GF = Goles Anotados; GC = Goles Recibidos; Dif = Diferencia de gol
|  | Descenderá a Liga Nacional de Ascenso. |